# Tony Oller
Anthony Michael Oller (Springfield, 25 febbraio 1991) è un attore e cantautore statunitense.

## Biografia
Oller è cresciuto a Houston, Texas, figlio di Mary Anne (nata Brown) e Jeff Oller. Si è laureato con lode in Debate alla Cy-Fair High School nel 2009.

## Carriera

### Carriera di attore
Grazie al ruolo nel film I Flunked Sunday School, Tony Oller ottiene la parte per cui è diventato famoso, ovvero Danny in As the Bell Rings, la versione americana della sit-com italiana Quelli dell'intervallo. Ha al suo attivo anche una carriera musicale, che è nata per la serie As the Bell Rings, per la quale ha scritto tre canzoni. La sua prima canzone/video musicale Could You Be The One è stata presentata in anteprima il 2 agosto 2008 su Disney Channel, seguita da Here I Go e All You Gotta Do. Ha partecipato al video musicale di Savannah Outen per il suo singolo, "If You Only Knew".
Nel 2010, Oller ha avuto un ruolo secondario nel film drammatico Lifetime Unanswered Prayers , basato su una canzone di Garth Brooks.
È anche apparso nella serie di TeenNick Gigantic come Walt Moore. È qui che incontra Malcolm David Kelley nel cast della serie televisiva Gigantic, trasmessa in America da TeenNick, dove avevano il ruolo di migliori amici. In seguito divenne la metà del duo pop MKTO. Nel 2011, Oller ha recitato nel film per la TV della NBC Field of Vision. Il film parlava di un giocatore di football del liceo (Tony Oller) che deve prendere una decisione difficile riguardo ai bulli.
Più tardi, nel 2011, Oller ha recitato in un episodio di CSI: NY. Ha avuto un ruolo da protagonista nel film thriller horror del 2012 Beneath the Darkness. Nel 2013 ha interpretato il ruolo di Henry nel film horror thriller La notte del giudizio. Nel 2014 è apparso con il suo compagno di band Malcolm David Kelley nella serie I Thundermans come se stesso.
Nel 2016 Oller è apparso nei panni di Ian nella serie romantica Relationship Status con Mekenna Melvin, presentata in anteprima sull'app Go90.

### MKTO
Nel 2012, Oller e il suo ex co-protagonista di Gigantic, Malcolm David Kelley si sono uniti per formare il duo pop MKTO. Il gruppo firmò con la Columbia Records e pubblicò il loro singolo di debutto " Grazie " il 15 gennaio 2013. Il singolo raggiunse il numero 2 delle classifiche australiane e numero 7 nelle classifiche neozelandesi. Nel 2013 il loro singolo Classic è stato pubblicato con un video musicale e ha visto la canzone raggiungere la posizione numero 14 della Billboard Hot 100. Il loro album di debutto è stato pubblicato il 1 aprile 2014 e ha visto l'album raggiungere il numero 31 della Billboard 200.
Il 2 giugno 2015, MKTO ha pubblicato il lyric video del loro nuovo singolo, Bad Girls. Il 5 giugno 2015 è stato rilasciato il video di Bad Girls. È apparso anche come numero 21 nelle classifiche pop di iTunes. Un doppio singolo A-side che includeva due brani nuovi di zecca Hands Off My Heart/Places You Go è stato presentato in anteprima esclusivamente su Billboard il 9 marzo 2016. Il 10 marzo 2017, Tony Oller ha annunciato su Twitter che la band si era sciolta. Tuttavia, nel settembre 2017, il duo aveva annunciato che stava lavorando al loro secondo album in studio.
Nell'agosto 2021, Oller ha annunciato di essersi separato dalla band.

## Filmografia

### Cinema
- Beneath the Darkness, regia di Martin Guigui (2012)
- La notte del giudizio (The Purge), regia di James DeMonaco (2013)

### Televisione
- As the Bell Rings – serie TV, 39 episodi (2007-2009)
- Gigantic – serie TV, 18 episodi (2010-2011)
- CSI: NY – serie TV, episodio 8x08 (2011)
- I Thunderman (The Thundermans) – serie TV, episodio 2x06 (2014)

## Discografia

### Singoli
| Anno | Titolo                               | Album             |
| ---- | ------------------------------------ | ----------------- |
| 2008 | Could You Be the One (2 agosto 2008) | As the Bell Rings |
| 2008 | Here I Go (12 settembre 2008)        | As the Bell Rings |
| 2008 | All You Gotta Do (18 ottobre 2008)   | As the Bell Rings |

### Con gli MKTO
- 2014 – MKTO
- 2015 – Bad Girls EP

### Singoli
- 2012  – Thank You
- 2013 – Classic
- 2013  – God only Knows
- 2014 – American Dream
- 2015  – Bad Girls
- 2016 – Hands Off My Heart/Places You Go
- 2016 – Superstitious
- 2018 – How Can I Forget
- 2019 – Shoulda Known Better
- 2019 – Marry Those Eyes
- 2019 – Consider Me Yours
- 2020 – Simple Things
- 2020 – Party with My Friends
- 2020 – How Much

## Doppiatori italiani
Nelle versioni in italiano delle opere in cui ha recitato, Tony Oller è stato doppiato da:
- Fabrizio De Flaviis in As the Bell Rings, CSI: NY
- Renato Novara ne I Thunderman
- Francesco Mei in Relationship Status
- Flavio Aquilone in La notte del giudizio